# Hadromerida
De Hadromerida vormen de orde der zeesponzen in de klasse van de Demospongiae. Ze komen vooral voor in zoutwater, maar sommige geslachten komen ook in zoetwater voor.
Sommige uit deze orde dienen als voedsel voor de zeeschildpadden en met name de karetschildpad (Eretmochelys imbricata).

## Taxonomie
- Familie Acanthochaetetidae
- Familie Alectonidae
- Familie Choanitidae
- Familie Clionaidae
- Familie Hemiasterellidae
- Familie Placospongiidae
- Familie Polymastiidae
- Familie Sollasellidae
- Familie Spirastrellidae
- Familie Stylocordylidae
- Familie Suberitidae
- Familie Tethyidae
- Familie Timeidae
- Familie Trachycladidae